# 梅基
梅基（Meki）是埃塞俄比亞中部奧羅米亞州東施瓦地區的小鎮，座標8°9′N 38°49′E / 8.150°N 38.817°E，海拔1,636米。據埃塞俄比亞中央統計局2005年人口普查的資料，梅基人口約36,597，其中男性18,422人，女性18,175人。